# 다시 찾는 양지
다시 찾은 양지는 한국에서 제작된 안현철 감독의 1959년 영화이다. 최은희 등이 주연으로 출연하였고 구말영 등이 제작에 참여하였다.

## 출연

### 주연
- 최은희
- 박노식
- 도금봉

## 제작진
- 조명: 고해진
- 녹음: 이경순
- 미술: 박석인